# Ruiterijtrompet
Een ruiterijtrompet of cavalerietrompet is een blaasinstrument zonder ventielen. 

## Algemeen

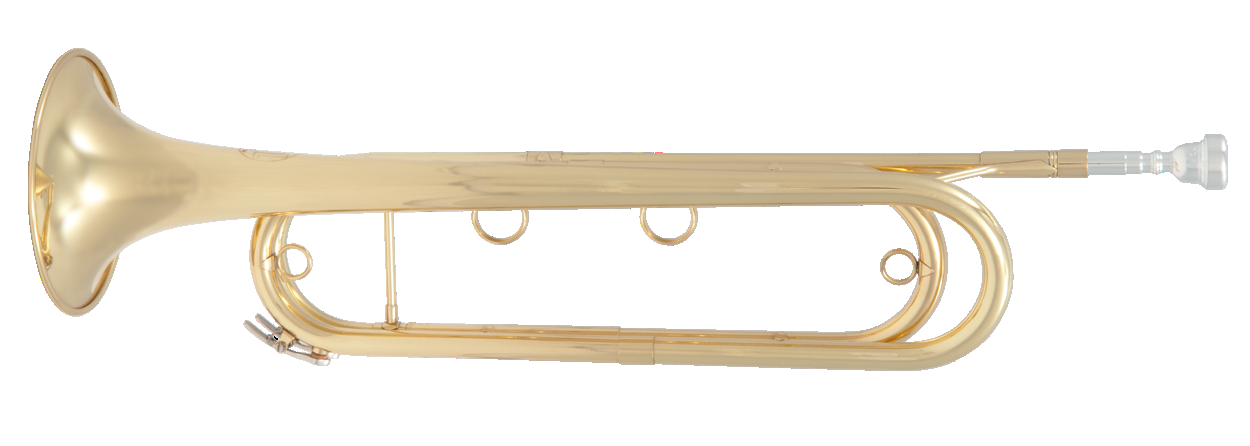
Ruiterijtrompet

Deze trompet staat altijd gestemd in Es. Het instrument is vergelijkbaar met de natuurtrompet, klaroen en jachthoorn.  De ruiterijtrompet wordt vooral gebruikt in cavaleriemarsen.
Tijdens de barokperiode werden er ook ruiterijtrompetten gebruikt, vooral in combinatie met pauken. In de jaren 60 kwam er een opkomst van jachthoorn- en trompetterkorpsen. Door deze opkomst waren er meer mensen die interesse hadden gekregen in de ruiterijtrompet. Deze korpsen bestonden uit ruiterijtrompetten, jachthoorns, bastrompetten, klaroentrompetten en slagwerk.
Nu bestaan er nog verschillende muziekgroepen waar de ruiterijtrompet bespeeld wordt. Doordat dit instrument geen ventielen heeft is er sprake van een notenbeperking.

#### Toonbereik in C
Dit wordt het meest gebruikt omdat het makkelijker leest:
Do - Sol - Do - Mi - Sol - Si b - Do - Re - Mi - Fa - Sol - La - Do

#### Toonbereik in Es
Werkelijke klank:
Mi b - Si b - Mi b - Sol - Si b - Re b - Mi b - Fa - Sol - La b - Si b - Do - Mi b

## Componisten
- Albert Gossez
- Jean-Baptiste Lully
- André Souplet
- F.H. Geens
- Sandrie Egberts
- Krijn Smits
- J.H. Jansen
- Jaap Dekker
- Sigismund Neukomm
- Raoul Ponsen
- Arthur Prevost
- Roland Cardon